# Нільс Фредеріксен
Нільс Фредеріксен (дан. Niels Frederiksen; нар. 5 листопада 1970 року, Оденсе, Данія) — данський футбольний тренер.

## Кар'єра тренера
Нільс здобув освіту економіста та працював у найбільшому банку країни Danske Bank. Одночасно з тим тренував молодіжні склади відомих данських клубів Б93 та Люнгбю. 
У 2009 після звільнення Генріка Ларсена стає вакантною посада головного тренера ФК «Люнгбю». Правління клубу вирішує укласти з Фредеріксеном однорічний контракт до червня 2010 року. За рік роботи клуб підвищується в класі та отримує право виступати в Суперлізі, а тренер новий контракт до червня 2011. 
2 травня 2013 Нільс укладає контракт із клубом «Есб'єрг», правда після невдалого старту в сезоні 2015—16 його було звільнено з посади головного тренера 10 серпня 2015 року.
27 серпня 2015 року Фредеріксена офіційно оголосили головним тренером молодіжної збірної Данії.
2016 року очолював олімпійську збірну Данії, яка брала участь у футбольному турнірі Олімпійських ігор 2016 у Ріо-де-Жанейро. Посівши друге місце в групі «А», надалі в плей-оф зазнали поразки в чвертьфіналі від нігерійців 0:2.
З 2019 по 2022 був головним тренером клубу «Брондбю», під його керівництвом у сезоні 2020/21 команда вперше стала чемпіоном за 16 років.
З 2024 року очолює польський клуб «Лех» (Познань).

## Титули і досягнення
- Чемпіон Данії (1):

«Брондбю»: 2020-21
- Чемпіон Польщі (1):

«Лех»: 2024-25